# قدم متفلسة

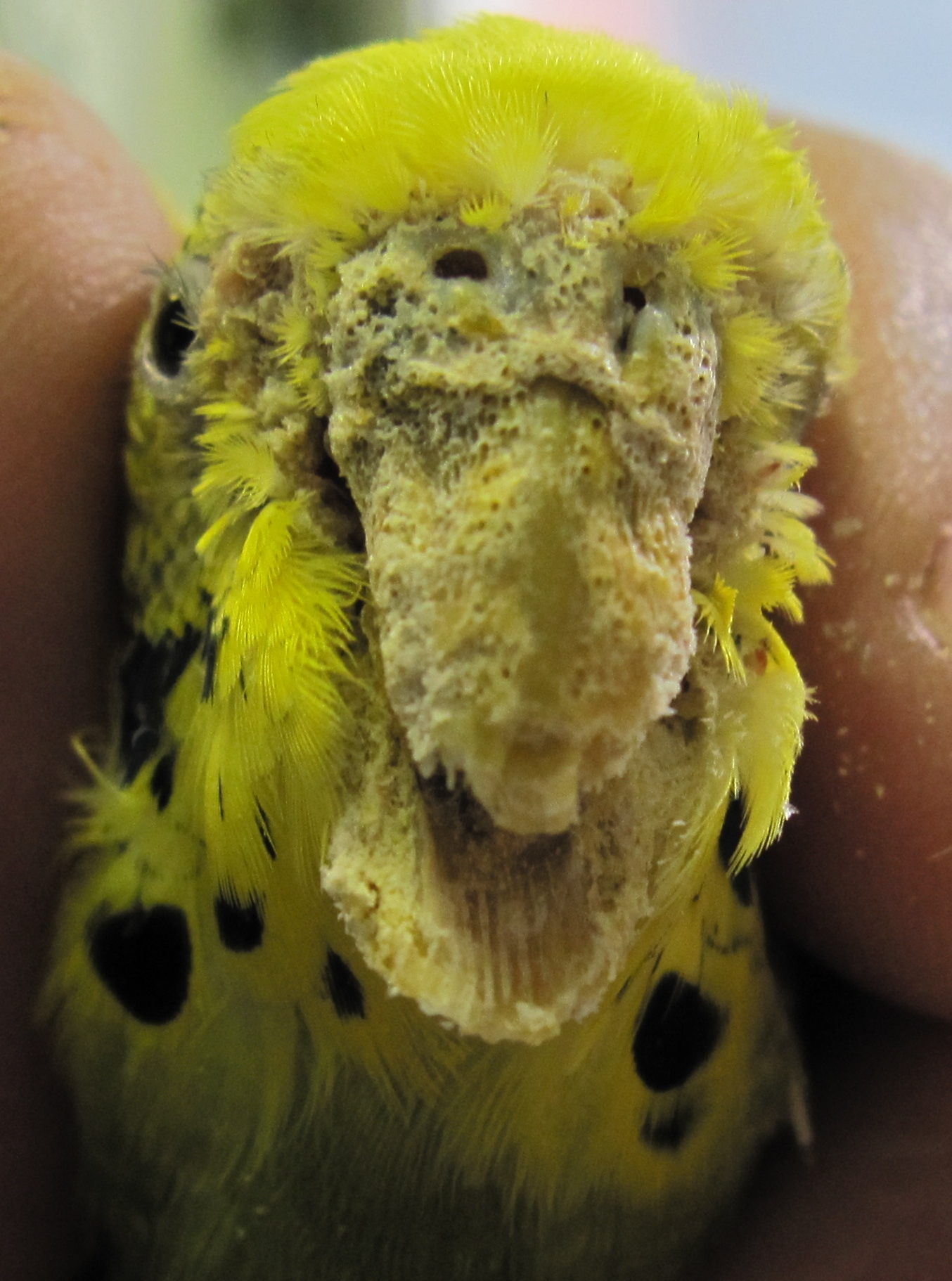
وجه متلفس في ببغاء

القدم المتفلسة (بالإنجليزية: Scaly foot)‏ هو مرض شائع بين الطيور كالعصافير والببغاوات و(الكناري المدجن). وينجم المرض عن السوس الذي ينقب في لحم الحيوان، الممرات التي يتركها السوس داخل الجلد تسبب آفات متقشرة.
يسبب تقشر القدم نفس السوس الذي يسبب تقشر الوجه (وجه متفلس) لدى الببغاوات، الفرق الوحيد بين هذين المرضين هو موقع الإصابة.

## وصلات خارجية
- وصف الإصابة وإمكانيات العلاج.
- صورة أخرى للحالة، اقتراحات أكثر العلاج.